# Гасселт
Га́сселт, або Хасселт (нід. Hasselt [ˈɦɑsəlt]) — столиця бельгійської провінції Лімбург, яка розташовується на північному сході Бельгії — Фландрії. Населення — близько 70 000 жителів. Через місто протікає річка Демеріт, а також проходить канал Альберта. Західніше Гасселта проходить траса .

## Історія
Гасселт заснований в VII столітті нашої ери неподалік від річки Демеріт. Назва «Гасселт» походить від слова Hasaluth, що означає «горіховий ліс». Гасселт став одним з найбільших міст графства Лон, межі якого приблизно збігалися з сучасними кордонами провінції Лімбург. Своє ім'я поселення отримало в 1165 році, а незабаром після цього ще й привілеї міста. 1232 року статус міста був офіційно підтверджений графом Арнольдом IV.
Попри те, що офіційною столицею графства був Борглон, Гасселт став найбільшим його містом завдяки своєму сприятливому географічному положенню і близькості до замку графа.

## Уродженці
- Герт Деферм (*1963) — відомий у минулому бельгійський футболіст, захисник.
- Генріх фон Фельдеке, німецькомовний поет середньовіччя.
- Віллі Клаас, генеральний секретар НАТО.
- Дана Віннер (1965) — бельгійська співачка.
- Макс Ферстаппен (1997) — нідерландський автогонщик бельгійського походження Формули 1, двократний чемпіон світу (сезони 2021, 2022)

## Галерея

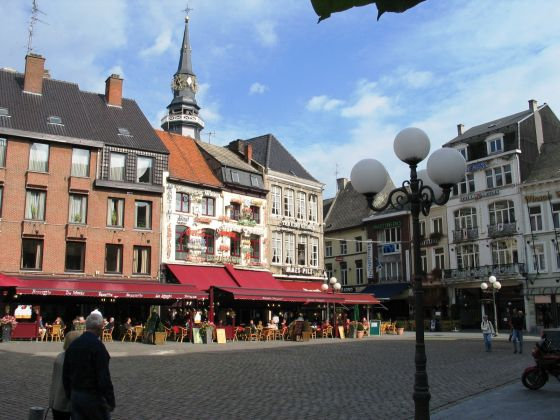
Торгова площа у центрі Хасселта
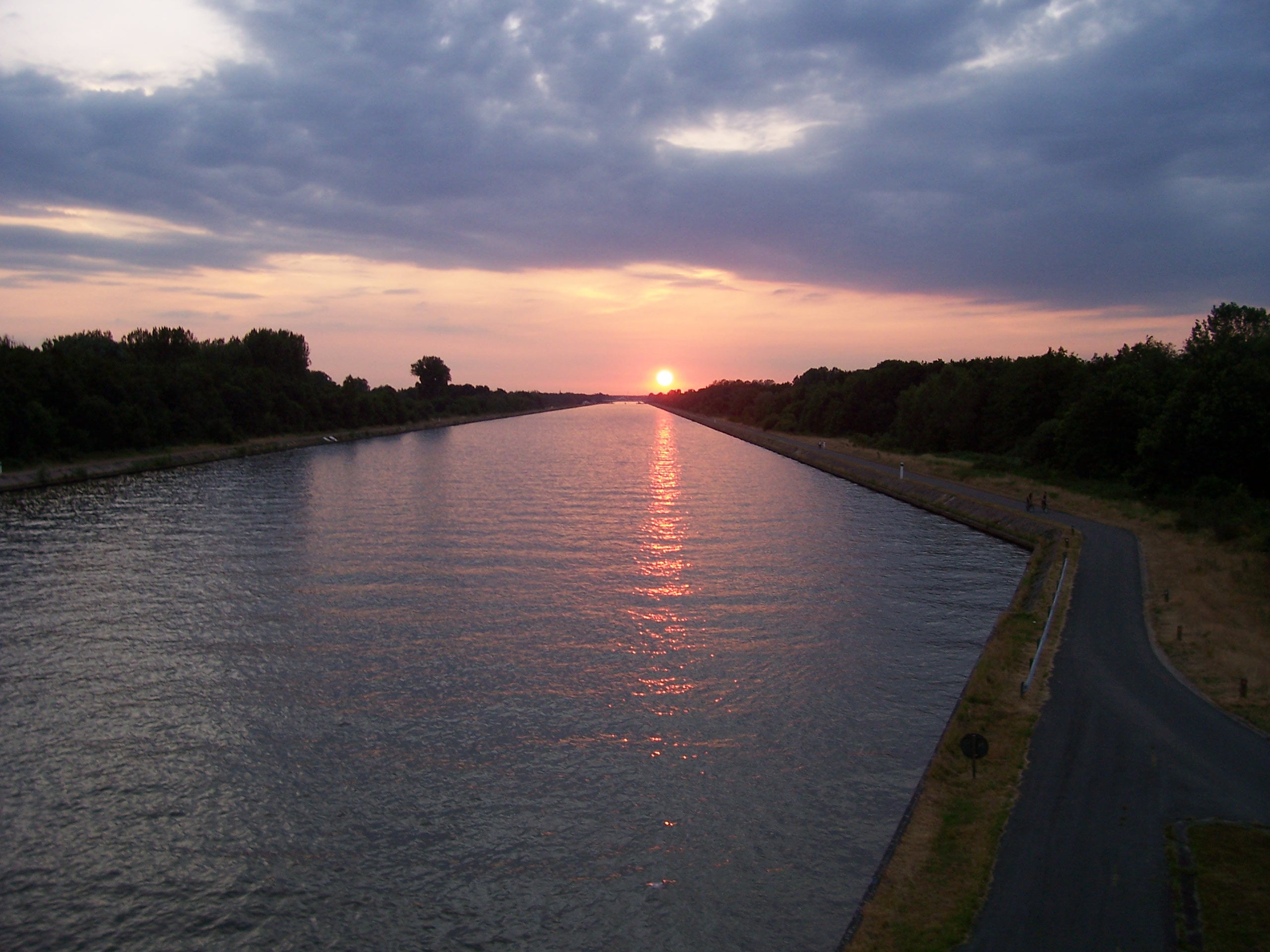
Канал Альберт біля Хасселта
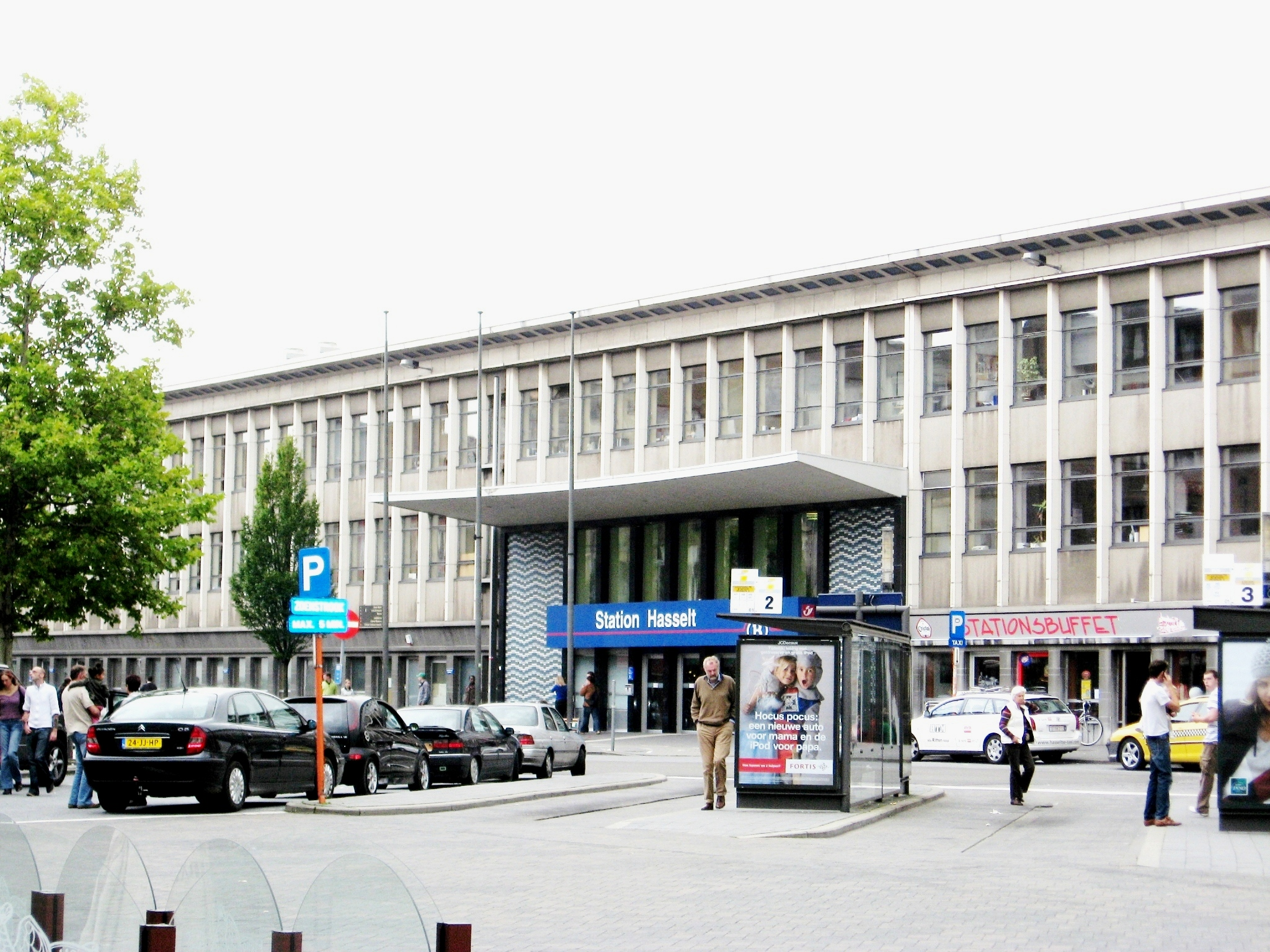
Залізнична станція. Всі автобуси (транспорт у місті безкоштовний) вирушають звідси